# Street Wars: Classic Diss Track Volume 4
Street Wars: Classic Diss Track Volume 4 to składanka amerykańskiego producenta P Cutta zawierająca utwory zawierające dissy. Pojawiły się na nim utwory między innymi DMX-a, Jaya-Z i Ja Rule'a. Wydana w styczniu 2008 roku.

## Lista utworów
1. "Intro" (Heatmakers)
2. "SW4 Freestyle" (Ryan Banks)
3. "Freestyle (Dissin' Nas)" (Jay-Z)
4. "Suge Knight Speaks" (DMX)
5. "They Want War (Dissin' Ja Rule)" (DMX)
6. "DMX Speaks" (Ja Rule & Irv Gotti)
7. "Purple" (Nas)
8. "Ova" (Jaz-O)
9. "Roc-A-Fella Freestyle" (Jaz-O)
10. "Freestyle" (Jaz-O)
11. "Freestyle" (Jay-Z & Young Chris)
12. "Jay-Z Speaks" (Jay-Z & Nas)
13. "Pledge [Remix]" (Nas & Ja Rule ft. Ashanti)
14. "Ova Here [Remix]" (KRS-One)
15. "Freestyle" (Xzibit)
16. "Freestyle" (Betty Bezzil & Baredda)
17. "Shout Outs" (P-Cutta)
18. "Freestyle" (Hard Money)
19. "Part 2" (DJ Kayslay & Splash)
20. "Freestyle" (Lil' Wayne)
21. "Hoe" (Juvenile)
22. "Freestyle" (State Property)
23. "Freestyle" (Bars & Hooks)
24. "Freestyle" (DJ Kayslay & DJ Clue ft. DJ Envy)
25. "Freestyle" (Doo Wop)
26. "Gilly The Kid" (Gilly Chill)
27. "Love In Love Out" (Cormega)
28. "Fuck Darkchild [Part 2]" (Mike Nitty)
29. "Outro"